# Wapen van Oudenbosch

Wapen van Oudenbosch (1986)

Wapen van Oudenbosch (1817-1986)

Het wapen van Oudenbosch werd op 16 juli 1817 bij besluit van de Hoge Raad van Adel aan de toenmalige Noord-Brabantse gemeente Oudenbosch bevestigd. Op 27 juni 1986 werd een verbeterd wapen toegekend. Op 1 januari 1997 ging Oudenbosch op in de nieuwe gemeente Halderberge, waardoor het wapen kwam te vervallen. In het wapen van Halderberge zijn twee bomen uit het wapen van Oudenbosch opgenomen.

## Blazoenering
De blazoenering bij het wapen uit 1817 luidt als volgt:
Doorsneden; I in azuur drie geplante bomen van goud, staande op de doorsnijdingslijn; II in goud drie maliën van azuur, geplaatst twee en één.
De heraldische kleuren zijn azuur (blauw) en goud (geel). Dit zijn de rijkskleuren. De beschrijving is later toegevoegd, oorspronkelijk stond in het register uitsluitend een tekening.
De blazoenering bij het wapen uit 1986 luidt als volgt:
Doorsneden; I in zilver drie geplante bomen van sinopel, staande op de doorsnijdingslijn; II in sinopel drie maliën van zilver, geplaatst twee en één. Het schild gedekt met een gouden kroon van drie bladeren en twee parels.
De heraldische kleuren in dit wapen zijn zilver (wit) en sinopel (groen). Het schild is gedekt met een gravenkroon.

## Geschiedenis
Het wapen werd sinds 1642 gevoerd door de schepenbank. Het bovenste deel van het wapen is een sprekend element. De drie maliën in het onderste deel zijn afkomstig uit het wapen van het Markiezaat Bergen op Zoom. In het eerste gemeentewapen zijn deze foutief weergegeven als ruiten.

## Verwante wapens

Wapen van Halderberge
Wapen van de Basiliek van de H.H. Agatha en Barbara